# Sporades
Sporades is een geslacht van kevers uit de familie van de loopkevers (Carabidae). De wetenschappelijke naam van het geslacht is voor het eerst geldig gepubliceerd in 1882 door Fauvel.

## Soorten
Het geslacht Sporades omvat de volgende soorten:
- Sporades macrops Ueno, 1966
- Sporades sexpunctatus Fauvel, 1882
- Sporades testaceus Ueno, 1966